# Aeroporto Terravista
O Aeroporto Terravista (IATA: ***, ICAO: SBTV) é um aeroporto privado, registrado na ANAC (Agencia Nacional de Aviação Civil), operado pela empresa Terravista Empreendimentos, dedicado exclusivamente às operações de aeronaves executivas e voos tipo “charter. 
Localizado no Distrito de Trancoso, no município de Porto Seguro, litoral sul do Estado da Bahia”, e iniciou suas atividades em 17 de fevereiro de 2006.
O aeroporto está localizado no Complexo Terravista, composto por condomínios de casas, um campo de golfe, O Teatro l’Occitane e o Club Méditerranée Trancoso
A pista asfaltada tem 1.500 por 30 metros, orientação 15/33, é iluminada para pousos e decolagens noturnas e dispõe dos serviços de AIS e AFIS, operando somente em condições visuais (VFR).
Com uma ampla área de estacionamento de aeronaves, permite manobrar e estacionar uma grande variedade de aviões executivos, desde monomotores até jatos de grande porte (Gulfstream, Legacy, Global Express ou Falcon).
O abastecimento de combustível, tipo Querosene de Aviação (QAV), está disponível, por gravidade ou pressão.
É o aeroporto mais próximo dos distritos de Trancoso (10 km do centro histórico) e Caraíva.